# Ніковський Микола Тарасович
Микола Тарасович Ніковський (23 грудня 1917 — 20 листопада 1997) — радянський офіцер, брав участь у радянсько-фінській і німецько-радянській війнах. У 1956 році на чолі 87-го важкого танково-самохідного полку активно брав участь у придушенні Угорської революції 1956 року за що був удостоєний звання Героя Радянського Союзу (1956).

## Біографія
Народився 10 (23) грудня 1917 року в селі Єлизаветка (нині Катеринопільський район Черкаської області України) у селянській родині. Українець. Закінчив автомобільний технікум. Працював шофером-механіком в Петроостровській МТС Кіровоградської області.
У Червоній Армії з 1938 року. У 1941 році закінчив курси політскладу. Учасник радянсько-фінської та німецько-радянської воєн.
В 1945 році закінчив Військову академію бронетанкових і механізованих військ РСЧА.
У середині 50-х років проходив службу на посаді командира 87-го гвардійського важкого танково-самохідного полку 2-ї гвардійської механізованої дивізії Особливого корпусу радянських військ, який дислокувався на території Угорської Народної Республіки. Командир полку гвардії підполковник Ніковський М. Т. восени 1956 року брав участь в угорських подіях, які в радянській історіографії офіційно іменувалися як «придушення контрреволюційного заколоту». Полк М. Т. Ніковського, розквартирований в угорському місті Цеглед, 24 жовтня 1956 року був одним з перших введений в столицю Угорщини — Будапешт, і саме на цей полк радянським командуванням покладалося придушення великих вогнищ опору бунтівників. Танкісти гвардії підполковника Ніковського виконали поставлене перед ними завдання, зайняли ряд вокзалів і мостів через Дунай, взяли під охорону кілька найважливіших об'єктів. Все це доводилося виконувати в умовах протидії місцевої влади і населення, а потім і в умовах вуличних боїв. На початку листопада 1956 року полк підполковника Ніковського брав участь в остаточному розгромі угорських повстанців в Будапешті.
Указом Президії Верховної Ради СРСР від 18 грудня 1956 за мужність і відвагу, проявлені при виконанні військового обов'язку, гвардії підполковнику Ніковському Миколі Тарасовичу присвоєно звання Героя Радянського Союзу та вручено орден Леніна і медаль «Золота Зірка» (№ 10808).
З 1966 ро полковник Ніковський М. Т. у запасі. Жив у місті Києві. Помер 20 листопада 1997 року.